# Kabinett Balkenende II
Das zweite Kabinett Balkenende bezeichnet die Regierung der Niederlande unter Jan Peter Balkenende, die am 27. Mai 2003 gebildet wurde. Sie bestand aus drei Parteien: dem Christen-Democratisch Appèl (CDA), der Volkspartij voor Vrijheid en Democratie (VVD) und den Democraten 66 (D66). Das Kabinett war zustande gekommen, nachdem das erste Kabinett von CDA, LPF und VVD auseinandergefallen war. Dadurch waren Neuwahlen notwendig geworden.
Am 29. Juni 2006 kündigte D66 die Unterstützung für die Koalition auf. Die Kammermitglieder von D66 hatten zuvor einen gescheiterten Misstrauensantrag gegen die Ministerin für Integration und Einwanderung Rita Verdonk (VVD) unterstützt, nachdem diese der bekannten Islamkritikerin und Kammerabgeordneten Ayaan Hirsi Ali wegen falscher Angaben in ihren Asylverfahren 1992 die niederländische Staatsbürgerschaft entziehen wollte. Am 30. Juni bot Premierminister Balkenende Königin Beatrix den Rücktritt des Kabinetts an. Auf den Rat des Parlaments hin schlug die Königin eine Minderheitsregierung aus CDA und VVD vor. Dieses Dritte Kabinett Balkenende wurde am 7. Juli 2006 eingesetzt.

## Bildung
Am 24. Januar 2003 bat Königin Beatrix den Justizminister der vorangegangenen Koalition Piet Hein Donner (CDA), in den Koalitionsverhandlungen zu vermitteln. Die Verhandlungen waren langwierig. Ursprünglich wollte der Wahlgewinner, die christdemokratische CDA mit der rechtsliberalen VVD eine Koalition bilden. Ohne die Unterstützung einer dritten Partei hätte diese Formation aber in der Zweiten Kammer der Generalstaaten keine Mehrheit gehabt. Eine Partnerschaft mit der Lijst Pim Fortuyn wäre nach den Ereignissen des Ersten Kabinetts Balkenende bei den Wählern unpopulär gewesen und die Linksliberalen von D66 wollten dem Zweierbündnis zunächst nicht beitreten. Eine Regierung, die von den konservativen christlichen Parteien SGP und CU unterstützt würde, fand nicht die Zustimmung der VVD.
Es folgten langwierige Verhandlungen zwischen der CDA und der sozialdemokratischen PvdA über eine große Koalition. Beide waren aus den Wahlen nahezu gleich stark hervorgegangen. Die Verhandlungen wurden allerdings erschwert durch die unterschiedlichen Haltungen zum Irakkrieg, die schlechten Wirtschaftsprognosen und durch die persönlichen Animositäten der beiden Spitzenkandidaten Balkenende (CDA) und Bos (PvdA). Nach einem mehrmonatigen Verhandlungsmarathon wurden die Gespräche schließlich von Balkenende für gescheitert erklärt.
Nun waren die Abgeordneten von D66 schließlich bereit, eine Dreierkoalition mit CDA und VVD einzugehen. Die Regierung stütze sich dabei auf eine knappe Mehrheit von 78 der 150 Abgeordneten in der Zweiten Kammer. Als der VVD-Abgeordnete Geert Wilders seine Partei im September 2004 verließ, wurde diese ohnehin schmale Mehrheit weiter dezimiert.

## Zusammensetzung
Die Regierung bestand aus 16 Ministern und 10 Staatssekretären. Entsprechend den Fraktionsgrößen im Parlament stellte der CDA 8 Minister (darunter auch den Premierminister) und 5 Staatssekretäre, der VVD 6 Minister und 4 Staatssekretäre und D66 2 Minister und einen Staatssekretär. Davon waren 18 Regierungsmitglieder auch schon im Ersten Kabinett Balkenende tätig (in der Tabelle durch „*“ markiert). Die Tabelle verwendet die offiziellen deutschen Bezeichnung der Regierungsmitglieder, wie sie von den niederländischen Botschaften gebraucht werden.

### Minister
| Geschäftsbereich                                                  | Minister                                                               |
| ----------------------------------------------------------------- | ---------------------------------------------------------------------- |
| Ministerpräsident, Minister für allgemeine Angelegenheiten        | Jan Peter Balkenende* (CDA)                                            |
| Minister der Finanzen, Stellvertretender Ministerpräsident        | Gerrit Zalm (VVD)                                                      |
| Minister für Wirtschaft                                           | Laurens Jan Brinkhorst (D66) – bis 30. Juni 2006                       |
| Minister für Inneres und Königreichsbeziehungen                   | Johan Remkes* (VVD)                                                    |
| Minister für auswärtige Angelegenheiten                           | Jaap de Hoop Scheffer* (CDA) Bernard Bot (CDA) – seit 3. Dezember 2003 |
| Minister der Justiz                                               | Piet Hein Donner* (CDA)                                                |
| Minister für Bildung, Kultur und Wissenschaft                     | Maria van der Hoeven* (CDA)                                            |
| Minister für Entwicklungszusammenarbeit                           | Agnes van Ardenne* (CDA)                                               |
| Minister für Gesundheit, Gemeinwohl und Sport                     | Hans Hoogervorst* (VVD)                                                |
| Minister der Verteidigung                                         | Henk Kamp* (VVD)                                                       |
| Minister für Wohnungswesen, Raumordnung und Umwelt                | Sybilla Dekker (VVD)                                                   |
| Minister für Verkehr, Wasserwirtschaft und öffentliche Arbeiten   | Karla Peijs (CDA)                                                      |
| Minister für Verwaltungsmodernisierung und Königreichsbeziehungen | Alexander Pechtold (D66) – bis 30. Juni 2006                           |
| Minister für Landwirtschaft, Natur und Lebensmittelqualität       | Cees Veerman* (CDA)                                                    |
| Minister für Soziales und Arbeit                                  | Aart Jan de Geus* (CDA)                                                |
| Minister für Immigration und Integration                          | Rita Verdonk (VVD)                                                     |

### Staatssekretäre
| Geschäftsbereich                                                              | Staatssekretär                                                                |
| ----------------------------------------------------------------------------- | ----------------------------------------------------------------------------- |
| Staatsminister für europäische Angelegenheiten                                | Atzo Nicolaï* (VVD)                                                           |
| Staatssekretär für Bildung, Kultur und Wissenschaft                           | Annette Nijs* (VVD) Mark Rutte (VVD) – bis 26. Juni 2006                      |
| Staatssekretär für Bildung, Kultur und Wissenschaft (Kultur und Medien)       | Medy van der Laan (D66) – bis 30. Juni 2006                                   |
| Staatssekretär der Finanzen                                                   | Joop Wijn* (CDA)                                                              |
| Staatssekretär der Verteidigung                                               | Cees van der Knaap* (CDA)                                                     |
| Staatssekretär für Wohnungswesen, Raumordnung und Umwelt                      | Pieter van Geel* (CDA)                                                        |
| Staatssekretär für Verkehr, Wasserwirtschaft und öffentliche Arbeiten         | Melanie Schultz van Haegen* (VVD)                                             |
| Staatssekretär für Wirtschaft, im Ausland offiziell: Minister für Außenhandel | Karien van Gennip (CDA)                                                       |
| Staatssekretär für Soziales und Arbeit                                        | Mark Rutte* (VVD) – bis 17. Juni 2004, Henk van Hoof (VVD) – ab 17. Juni 2004 |
| Staatssekretär für Gesundheit, Gemeinwohl und Sport                           | Clémence Ross-Van Dorp* (CDA)                                                 |